# 广德真厚螺
广德真厚螺（学名：Euhadra moreletiana）为扁蜗牛科真厚螺属的动物，是中国的特有物种。分布于浙江、安徽等地，生活环境为陆地，多见于山区丘陵地带灌木丛、草丛中、石块落叶下以及多石灰岩的地区。